# Jonathan Richter
Jonathan Richter (Frederiksberg, 16 gennaio 1985) è un ex calciatore danese.

## Biografia
Figlio di un gambiano e di una danese Jonathan è il fratello gemello di Simon, anch'egli calciatore. Il 20 luglio 2009, durante un incontro contro il Hvidovre allo Hvidovre Stadion, viene colpito da un fulmine che gli causa un attacco cardiaco.  Soccorso, viene risvegliato dal coma farmacologico il 1º agosto seguente. Alla fine dello stesso mese i medici, per salvaguardare la sua salute, decidono di amputargli la parte inferiore della gamba sinistra.
A seguito dell'incidente Ritcher è costretto a ritirarsi dall'attività agonistica. È diventato direttore sportivo del Graesrödderne.

## Carriera
Formatosi nel Rosenhøj, nel Frem e nel Brøndby esordisce nella Superligaen con la maglia del Nordsjælland, con cui gioca sino al suo ritiro ottenendo 70 presenze nel massimo campionato danese ed ottenendo come miglior piazzamento il quinto posto finale nella stagione 2006-2007.